# Saint-Vincent-de-Paul (Gironda)
Saint-Vincent-de-Paul è un comune francese di 1 099 abitanti situato nel dipartimento della Gironda nella regione della Nuova Aquitania.

## Società

### Evoluzione demografica
Abitanti censiti